# Brachycorythis friesii
Brachycorythis friesii es una especie de orquídea de hábito terrestre de la subfamilia Orchidoideae. Se encuentra en África

## Descripción
Es una orquídea de  hábitos terrestres, una hierba delgada que alcanza un tamaño de 8-27 cm de altura,  las raíces tuberosas cilíndricas con forma ovoide de hasta 5 cm de longitud y hojas de hasta 10, 2.5-6 × 2-3.5 cm, laxamente lineales lanceoladas. Las inflorescencias con 3 - 15 flores, de hasta 9 cm de largo; ovario y pedicelo arqueados, 5-8 mm de largo, brácteas 13-15 mm de largo, lanceoladas, acuminadas. Las flores casi blancas, pálido a rosa oscuro o púrpura con marcas más oscuras en el labio.

## Distribución y hábitat
Se encuentra a una altitud de 1200-1650 metros en Zambia en zonas superficiales del suelo y zonas de infiltración en los afloramientos de granito, y en áreas abiertas en los bosques.

## Taxonomía
Brachycorythis friesii fue descrita por (Schltr.) Summerh. y publicado en Kew Bulletin 10: 246. 1955.
Sinonimia
- Gyaladenia friesii (Schltr.) Schltr.
- Platanthera friesii Schltr.[1][5]